# Imtiaz Haque
Imtiaz-ul Haque (* 26. Mai 1977 in Köln) ist ein deutscher Hörspiel- und Synchronsprecher.

## Leben
Imtiaz Haque erlernte zunächst den Beruf des Groß- und Außenhandelskaufmanns. In den 1990er Jahren wurde er als Rapper, DJ, Produzent und Veranstalter in Berlin aktiv, ebenso kamen Einsätze als Nebendarsteller in Film und Theater. 2005 gründete er das HipHop-Label Nobel Noise Records. Seit 2002 ist er überwiegend als Synchronsprecher tätig und ist spezialisiert auf multikulturelle Sprachakzente, besonders indische und pakistanische, da er neben Deutsch auch fließend Hindi, Urdu und Englisch beherrscht. Er sprach bereits über 400 Sprechrollen ein und wirkte auch bei Hörspielen, Videospielen, in Computerspielen und Werbespots mit.

## Synchronrollen (Auswahl)

### Filme
- 2008: Zufällig verheiratet: Ajay Naidu als Deep
- 2011: Best Exotic Marigold Hotel: Dev Patel als Sonny Kapoor
- 2012: Argo: Omid Abtahi als Reza
- 2013: Gravity: Phaldut Sharma als Shariff
- 2014: Sex Tape: Kumail Nanjiani als Punit
- 2014: Madame Mallory und der Duft von Curry: Amit Shah als Mansur
- 2014: A Most Wanted Man: Mehdi Dehbi als Jamal Abdullah
- 2016: Paterson: Rizwan Manji als Donny
- 2016: Sausage Party – Es geht um die Wurst als Indian Chutney (Animationsfilm)
- 2017: Victoria & Abdul: Ali Fazal als Abdul Karim
- 2018: Ein Becken voller Männer: Balasingham Thamilchelvan als Avanish
- 2019: Roads: Stéphane Bak als William
- 2019: 1917: Nabhaan Rizwan als Sepoy Jondalar
- 2024: Ich Capitano als Araber

### Fernsehserien
- 2010–2012: Cougar Town: LaMarcus Tinker als Kevin
- 2013–2016: Sanjay & Craig als Vijay Patel (Zeichentrickserie)
- 2017: 24: Legacy: Zeeko Zaki als Hamid
- 2021: Sort Of: Dihindra als Imran, Ausgezeichnet mit dem Deutschen Synchronpreis 2023.
- 2022–23: Our Flag Means Death: Samba Schutte als Roach

### Hörspiele
- 2023: Hörspielreihe John Sinclair, Folge 171 „Kalis tödlicher Spiegel“ als Singal